# Luigi Peroni
Luigi Peroni, detto Gigi (6 marzo 1944), è un ex cestista e dirigente sportivo italiano, vicepresidente della Pallacanestro Petrarca Padova.

## Carriera

Formazione del Petrarca nella stagione 1965-1966. Peroni è il terzo in piedi da destra.

Ha cominciato a giocare a Camposampiero all'età di 13 anni.
Ha giocato per la Pallacanestro Petrarca Padova (di cui era anche capitano) facendo parte della formazione che nel 1965-66 arrivò terza in Serie A.
Dopo un anno di inattività, a 37 anni torna a giocare alla Virtus Padova, dove chiude la carriera.
Inoltre negli anni settanta ha vestito la maglia azzurra della Nazionale B.
Attualmente è il vicepresidente del Pallacanestro Petrarca Padova e fa parte del consiglio direttivo.